# Keith Remfry
Keith Remfry (17 de noviembre de 1947-16 de septiembre de 2015) fue un deportista británico que compitió en judo.
Participó en dos Juegos Olímpicos de Verano en los años 1972 y 1976, obteniendo una medalla de plata en la edición de Montreal 1976 en la categoría abierta. Ganó dos medallas de bronce en el Campeonato Mundial de Judo, en los años 1971 y 1973, y una medalla de plata en el Campeonato Europeo de Judo de 1973.
Remfry murió a los 67 años el 16 de septiembre de 2015 tras largas enfermedades.

## Palmarés internacional
| Juegos Olímpicos   | Juegos Olímpicos   | Juegos Olímpicos  | Juegos Olímpicos |
| Año                | Lugar              | Medalla           | Categoría        |
| ------------------ | ------------------ | ----------------- | ---------------- |
| 1976               | Montreal (Canadá)  | Medalla de plata  | Abierta          |
| Campeonato Mundial |                    |                   |                  |
| Año                | Lugar              | Medalla           | Categoría        |
| 1971               | Ludwigshafen (RFA) | Medalla de bronce | +93 kg           |
| 1973               | Lausana (Suiza)    | Medalla de bronce | +93 kg           |
| Campeonato Europeo |                    |                   |                  |
| Año                | Lugar              | Medalla           | Categoría        |
| 1973               | Madrid (España)    | Medalla de plata  | +93 kg           |